# Palaeorhiza papuana
Palaeorhiza papuana är en biart som först beskrevs av Meade-waldo 1914.  Palaeorhiza papuana ingår i släktet Palaeorhiza och familjen korttungebin. Inga underarter finns listade i Catalogue of Life.